# Studio für Elektronische Musik (Salzburg)
Das Studio für Elektronische Musik (SEM) in Salzburg ist eine Einrichtung des Mozarteums. Es ist eines der ältesten Studios für Elektronische Musik der Welt.

## Geschichte
Das Studio wurde 1958 unter Mitwirkung des Philips-Konzerns von Eberhard Preußner gegründet. Die Leitung übernahm Irmfried Radauer. Als erste Studio-Komposition wurde für die Salzburger Festspiele Hiob geschaffen. Komponisten wie Josef Maria Horváth und Andor Losonczy arbeiteten in den folgenden Jahren mit dem Elektronischen Musikstudio zusammen. 1971 bemühte sich das Institut für musikalische Grundlagenforschung um die professionelle Fortführung der Arbeit. Viele Originalaufnahmen wurden allerdings in den 60er Jahren überspielt oder vernichtet. Die Mitarbeiter des Studios orientierten sich bei ihrer Arbeit nunmehr an Pierre Schaeffer und seiner Groupe de recherches musicales. Werke die in dieser Zeit vor Ort komponiert wurden, kamen u. a. zur Aufführung bei den World New Music Days der Internationalen Gesellschaft für Neue Musik. Besonders engagierte Komponisten waren Klaus Ager, Dieter Lehnhoff, Werner Raditschnig und Martin Schwarzenlander. Im Umfeld des Studios entwickelte sich 1977 das Musikfestival Aspekte Salzburg, zu dem Persönlichkeiten wie François Bayle, Luc Ferrari, Mauricio Kagel, Dieter Kaufmann, Bernard Parmegiani und Iannis Xenakis eingeladen wurden. Die Studioarbeit wurde auf Computermusik ausgedehnt und Metaboles III konnte als erstes österreichisches Computermusikstück beim Steirischen Herbst vorgestellt werden. In Kooperation mit dem Österreichischen Ensemble für Neue Musik wurde die Klanginstallation Klangmobile geschaffen, die mehrmals realisiert wurde. Von 1979 bis 1996 leitete Werner Raditschnig ein Computermusikstudio in Salzburg, das 1996 durch André Ruschkowski mit dem Elektronischen Studio zusammengelegt wurde. 2006 übernahm Achim Bornhöft die Leitung des Studios. Im selben Jahr erfolgte der Umzug zum Mirabellplatz in Salzburg.